# Брекънридж
Брекънридж (на английски: Breckenridge) е град в окръг Съмит, щата Колорадо, САЩ. Брекънридж е с население от 2408 жители (2000) и обща площ от 12,8 km². Намира се на 2926 m надморска височина. ЗИП кодът му е 80424, а телефонният му код е 970.